# NBC Nightly News
NBC Nightly News je americký televizní zpravodajský program vysílaný NBC od 3. srpna 1970. V současné době je druhým nejsledovanějším síťovým zpravodajstvím ve Spojených státech, hned za ABC World News Tonight.